# Burkhardswalde (Klipphausen)

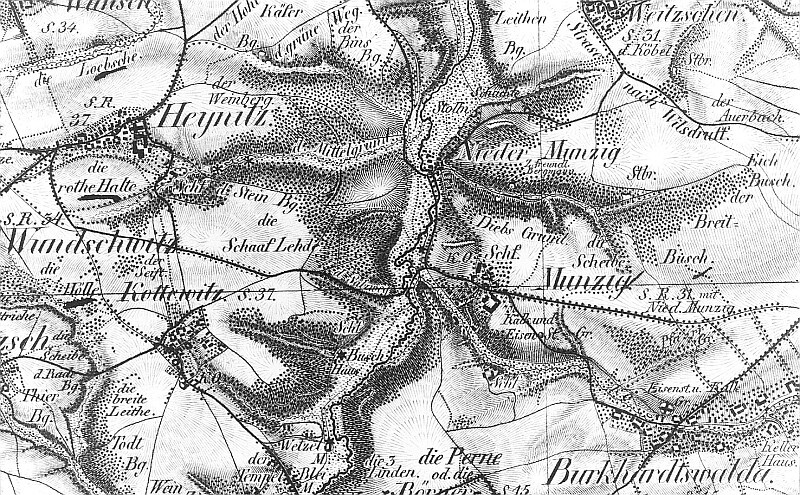
„Burkhardtswalda“, Munzig und deren Nachbarorte auf einer Karte aus dem 19. Jahrhundert

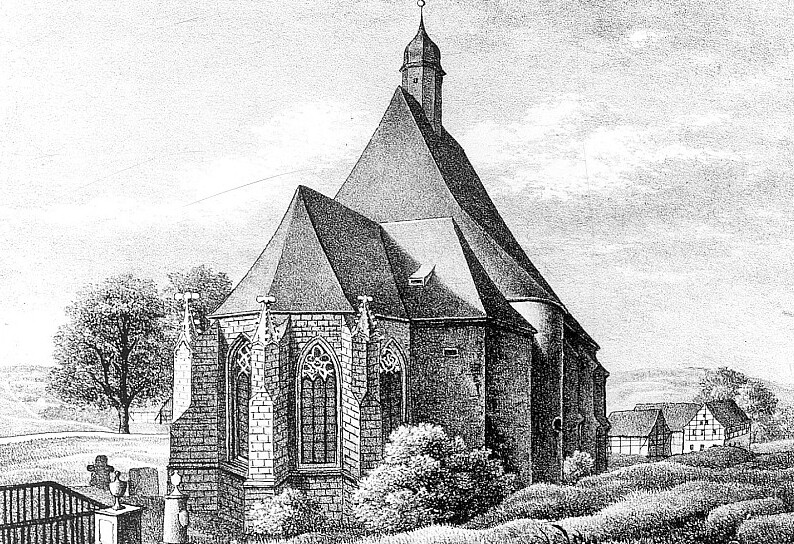
Kirche Burkhardswalde

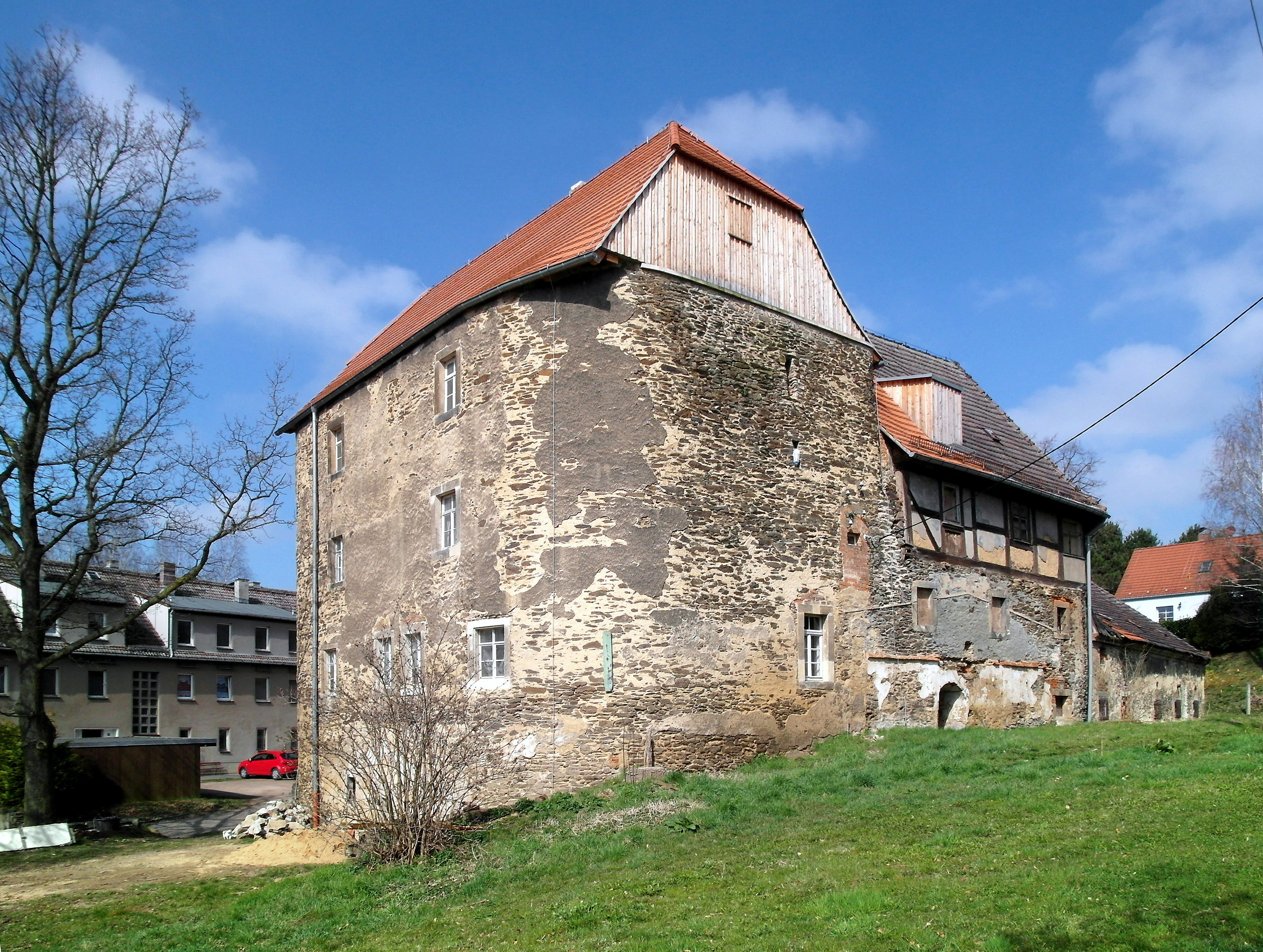
Steingut Burkhardswalde 2015

Burkhardswalde ist ein Dorf in der Gemeinde Klipphausen in Sachsen.

## Geschichte
Das Waldhufendorf wurde um 1150 durch fränkische Bauern angelegt und 1334 erstmals urkundlich erwähnt. Im 19. Jahrhundert zählte man 17½ Hufen, die zum Teil nach Rothschönberg, zum Teil nach Taubenheim Abgaben leisteten. Am 1. Juli 1950 wurden die bis dahin eigenständigen Gemeinden Groitzsch und Schmiedewalde eingegliedert. 1973 wurde es mit dem Nachbarort zu Burkhardswalde-Munzig vereinigt, von 1994 bis 2012 gehörte es zur Gemeinde Triebischtal. Seit dem 1. Juli 2012 ist der Ort Teil der Gemeinde Klipphausen.

## Kultur und Sehenswürdigkeiten
Mehrere Gebäude im Ort sind als Kulturdenkmal geschützt (siehe Liste der Kulturdenkmale in Burkhardswalde).
Auffällig ist die stattliche Dorfkirche, die sich über dem Ort erhebt und im Mittelalter Wallfahrtskirche (Gnadenort) gewesen sein soll mit den Ablasstagen zu Mariä Heimsuchung und Mariä Geburt. Ihr heutiges gotisches Erscheinungsbild erhielt sie in der Mitte des 15. Jahrhunderts.
Bemerkenswert ist auch das Steingut im Oberdorf, ein Bauernhof, der aus einer frühen Befestigungsanlage entstand. Eine Mauer umschließt ein Geviert von ca. 9 m × 12 m, das ein U-förmiges Gebäude aufnimmt. Der südliche Teil ist ein Wohnturm vermutlich aus dem 14. Jahrhundert. Um den Erhalt des leerstehenden Gebäudes bemüht sich ein Verein.